# Semmelweisreflex
Semmelweisreflex eller Semmelweiseffekten är en metafor för reflex-liknande tendens att avvisa ny evidens eller nya kunskaper eftersom det motsäger etablerade normer, tro eller paradigm.
Begreppet kommer från namnet på en ungersk läkare Ignaz Semmelweis som 1847 upptäckte att barnsängsfeber dödligheten föll tio gånger när läkarna tvättade sina händer med en klorlösning mellan patienter, i synnerhet efter en obduktion (vid institution där Semmelweis arbetade, ett universitetssjukhus, utförde läkare obduktioner på varje avliden patient). Semmelweis satte stopp för kadaver-kontamineringen av patienter, mestadels gravida kvinnor. Hans läkarkollegor avvisade hans handtvättförslag, ofta av icke-medicinska skäl. Till exempel vägrade några läkare att tro att en gentlemans händer skulle kunna överföra sjukdom. 